# 岡田卓也 (バスケットボール)
岡田 卓也（おかだ たくや、1977年3月8日 - ）は、日本のプロバスケットボール選手である。静岡県出身。プロバスケットボール、ABAのSan Francisco Rumble所属。日本人では、偉業のアメリカプロバスケットボール参戦記録を残している。
また、「GYMRATS」という組織を運営しており、年間を通して全国でクリニックを開催。世界に通用する若手選手の育成にも力を入れている。

## 来歴
日本体育大学グリズリーで活躍。

### アメリカ挑戦時代
大学を卒業後にNBAを最終目標に単独留学。
2000年から2002年
カリフォルニア州日系人リーグに参戦し、2000年に準優勝、2001年には3位と好成績を収める。
カリフォルニアNIKE REAL RUN サマープロリーグに参戦し、多くのNBA選手らと試合・交流を深めた。2000と2001年にプレイオフ進出を果たす。
NIKEのReal Runに参戦中、後の所属チームABAのイングルウッド・コブラーズ (Inglewood Cobras)のヘッドコーチにスカウトされる。
2001年、マジック・ジョンソンのオールスター出場。
この渡米期間中に培った経験を生かして、クリニックなどの活動を通して知り合った池田二郎・柴山英士・仲西淳らと共に帰国後に「GYMRATS」を立ち上げる。

### 帰国後
2002年から2005年、留学から帰国後に日本リーグのさいたまブロンコスに入団。
2004年、獨協医科大学ヘッドコーチに務める。

### 再度渡米
2005年8月、再渡米しABAのイングルウッド・コブラーズに入団。ABA SPL(サマープロリーグ)に参戦。
2005年から2006年、イングルウッド・コブラーズでプレーをする。
2006年から2007年、サクラメント・ヒートウェーブへ移籍。
2007年から2008年、シーズンをサクラメントで迎えるはずだったが、チーム運営が行き詰まり、サンフランシスコ・ランブルに移籍。
2008年1月、テキサスプロリーグTPBL (Texas Professional Basketball League)のチームへ移籍。
2008年から2009年、サンフランシスコ・ランブルでプレーをする。
2009年から2010年、サンフランシスコ・ランブルでプレーをする。
2010年からは静岡ジムラッツでプレイヤー兼コーチとして参加する。
2011-12年シーズンも、11月よりABAへフルシーズン参戦する旨、ABA公式HPにて発表があった。
2013年5月、3x3男子日本代表のアドバイザリーコーチに就任、5月15日〜16日にカタールのドーハで開催される「FIBA ASIA 3x3男子バスケットボール選手権」に帯同することとなった。

## DVD出演
・SKY’S THE LIMIT
バスケットボールの技術を教える DVD。
バスケットの講義 DVD には珍しく全国の TSUTAYA でレンタルがされている。
- 『GYMRATS アメリカ式 ベスト プラクティス ～個人スキルを向上させ、チームを勝利へ導く基本練習～』　ティアンドエイチ株式会社　2010年

## メディア出演
雑誌
- 月刊バスケットボール
- DUNK SHOOT
- HOOP
- WOOFIN’
- 411

新聞
- 朝日新聞
- 埼東よみうり新聞
- 東武朝日新聞

ラジオ
- NACK5
- PCoff　Internet Radio

その他媒体
- Basketballnavi（バスナビ）

テレビ
- スポーツBEAT（駒沢ROCKERSとして出演）
- 関ジャニ（バスケットの講師として出演）
- NHK BSベストスポーツ 第94回　「米国で武者修行！バスケット日本人プレーヤーの夢は？」

CM
- NIKE “6453″ in JAPAN
- 英会話AEON　06

広告
- NIKE 02 SPRING
- NIKE 02 FALL
- Foot Locker
- ヴァイオレーラ